# Тарзоњо (Парма)
Тарзоњо је насеље у Италији у округу Парма, региону Емилија-Ромања.
Према процени из 2011. у насељу је живело 400 становника. Насеље се налази на надморској висини од 801 м.